# 敦苏莱曼尼南沙国民中学
麻坡仲尼路国民中学是马来西亚柔佛州麻坡仲尼路的一所国民中学。

## 历史
在1970年代，麻坡高级中学在惹兰马吉里（Jalan Majidi）、惹兰安里（Jalan Omri）、三马路（Jalan Mariam）及莫哈末烈路（Jalan Mohammadiah）面临学生人数增加而缺乏教室的问题，尤其是就读中六的理科班学生。
因此，学校当局成功获得位于仲尼路（Jalan Junid）的一块六英亩地段充作附属课室建筑，以容纳增加的学生数量。接着，该地段上新建了两座大楼，其目的是为了容纳中六理科班学生。校内设有五间实验室及十将课室。由于该校的实验室无法满足理科教学课的要求，高级中学的米高帕里（Michael G. Parry）校长决定不把中六理科生安排在那里上课，反之，他安排了中二及中三学生在新建筑物上课。该建筑物在1974年4月正式开幕。当时，这所分校被命名为高级中学二校（High School II），校监是（Tan Su Chin）老师。
柔佛州教育局在1978年正式发出JEE 5031注册准证于该校，并易名为麻坡仲尼路国中（Sekolah Menengah Jalan Junid, Muar，简称SMJJ）（因为该校坐落在仲尼路）。

## 学校范围
仲尼路国中的面积为6英亩3.9杆。该校拥有一个足球场，一座多用途球场，可作为排球、篮球、网球及藤球比赛之用。一座多用途球场可作为女子篮球及藤球比赛用途。

## 学校建筑群
创校时期，该校拥有两座大楼，每座大楼两层楼。在1980年代，增加了另一座两层楼，拥有24间教室、3间实验室的大楼，以及一座食堂。在1991年，该校增建一座4间课室的建筑物，以作为『互动活动』（gotong royong）的活动空间。到了1999年，该校再度添加了两座4层楼的建筑物。